# San Pedro Pirates FC
El San Pedro Pirates es un club de fútbol beliceño con sede en San Pedro. Fue fundado en 2017, con lo que el poblado de San Pedro vuelve a tener un equipo representativo después de la desaparición del San Pedro Seadogs hace algunos años. Actualmente juega en la Liga Premier de Belice. Comenzó a competir en la temporada 2017/18.